# Nenohi
Il Nenohi (子日? lett. "Festa dell'anno nuovo per l'antico Giappone") è stato un cacciatorpediniere della Marina imperiale giapponese, prima unità in ordine di varo appartenente alla classe Hatsuharu. Fu varato nel dicembre 1932 dal cantiere di Uraga.
All'inizio della guerra nel Pacifico rimase con le altre unità della divisione di appartenenza, la 21ª, nelle acque nazionali, quindi in gennaio fu inviato a sud per partecipare alle ultime fasi della campagna delle Indie orientali olandesi. Tra la fine di marzo e la fine di maggio rimase in manutenzione e revisione, quindi fu presente con la 5ª Flotta all'occupazione di Attu e Kiska nelle isole Aleutine. Il 4 luglio 1942, mentre scortava a queste nuove posizioni la nave portaidrovolanti Kamikawa Maru, incassò un siluro del sommergibile USS Triton e affondò rapidamente con quasi tutto l'equipaggio.

## Servizio operativo

### Costruzione
Il cacciatorpediniere Nenohi fu ordinato nell'anno fiscale edito dal governo giapponese nel 1931. La sua chiglia fu impostata nel cantiere navale di Uraga a Tokyo, gestito dall'omonima compagnia, il 15 dicembre 1931 e il varo avvenne il 22 dicembre 1932; fu completato il 30 settembre 1933. La nave formò con l'Hatsuharu, il Wakaba e l'Hatsushimo la 21ª Divisione, dipendente dalla 1ª Squadriglia della 1ª Flotta.

### 1941-1942 e l'affondamento
Tra 1940 e 1941 il Nenohi passò al comando del capitano di corvetta Tomiji Chihagi. Subito dopo l'attacco di Pearl Harbor del 7 dicembre 1941 il Nenohi e il resto della 21ª Divisione rimasero nelle acque nazionali con compiti di pattuglia, poiché lo stato maggiore intendeva conservare il nucleo di corazzate per una "battaglia decisiva" da anni studiata e teorizzata. Il 18 dicembre salparono da Tokuyama e andarono incontro alla 1ª Flotta aerea del viceammiraglio Chūichi Nagumo, reduce dall'attacco, per scortarla sino a Hashirajima dove arrivò il 23; i cacciatorpediniere rientrarono quindi a Tokuyama. Il 14 gennaio 1942 il Nenohi e le unità gemelle lasciarono il porto di scorta a un convoglio di petroliere che il 22 fece tappa a Davao nelle Filippine; da qui proseguirono verso Kendari aggregati alla forza anfibia che doveva sbarcarvi. Il 25 gennaio, però, l'Hatsuharu abbordò a bassa velocità l'incrociatore leggero Nagara e il Nenohi lo accompagnò a Davao per le riparazioni. Il Nenohi riprese il proprio posto nella 3ª Flotta del viceammiraglio Ibō Takahashi, che condusse riusciti sbarchi a Makassar (8 febbraio) e a Bali (18 febbraio). Il 26 l'Hatsuharu si riunì alla 21ª Divisione. Nella notte tra il 28 febbraio e il 1º marzo, il Nenohi e gli altri tre vascelli inseguirono senza successo i quattro cacciatorpediniere statunitensi USS Alden, USS John D. Edwards, USS John D. Ford, USS Paul Jones, che fuggirono in Australia.
Dopo due settimane trascorse nelle acque indonesiane, il Nenohi intraprese il viaggio di ritorno in Giappone che durò dal 16 al 25 marzo, giorno nel quale fu sistemato in bacino di carenaggio a Sasebo per manutenzione: durante i lavori il comando passò al capitano di corvetta Saburō Terauchi (20 aprile). Il 29 maggio, di nuovo operativo, il Nenohi seguì l'incrociatore leggero Abukuma, conducente l'intera 21ª Divisione, da Ominato verso nord-est, come parte della manovra diversiva nelle isole Aleutine prevista dall'ammiraglio Isoroku Yamamoto per l'attacco all'atollo di Midway. Dal 7 al 10 giugno pattugliò le acque dell'appena occupata Attu, poi il 15 esplorò i paraggi dell'isola di Amchitka assieme al Wakaba e all'Abukuma, in cerca di possibili siti utili a ospitare un aeroporto. Rientrato in patria dopo la disfatta delle Midway, il Nenohi fu impegnato in viaggi di scorta a naviglio che recava uomini e attrezzature alle posizioni nelle isole Aleutine. A inizio luglio salpò con altri cacciatorpediniere in difesa del trasporto idrovolanti Kamikawa Maru e il 4, a sud-est di Attu, il convoglio finì sotto l'attacco del sommergibile USS Triton: un siluro centrò in pieno il Nenohi, che esplose e si capovolse nell'arco di due minuti, affondando non lontano dall'isola di Agattu (52°15′N 173°51′E). Perirono 188 membri dell'equipaggio, incluso il comandante Terauchi, e i trentotto superstiti furono tratti in salvo dal cacciatorpediniere Inazuma.
Il 31 luglio 1942 il Nenohi fu depennato dai ruoli della Marina imperiale.